# Route nationale 4A
La route nationale 4A (RN 4A o N 4A) è una strada nazionale che collega Vincennes e la N34 a Joinville-le-Pont ed alla N186. Nel suo breve percorso passa davanti all'INSEP.